# Relativité galiléenne
Pour les articles homonymes, voir relativité.
 (juillet 2011).
Si vous disposez d'ouvrages ou d'articles de référence ou si vous connaissez des sites web de qualité traitant du thème abordé ici, merci de compléter l'article en donnant les références utiles à sa vérifiabilité et en les liant à la section « Notes et références ».

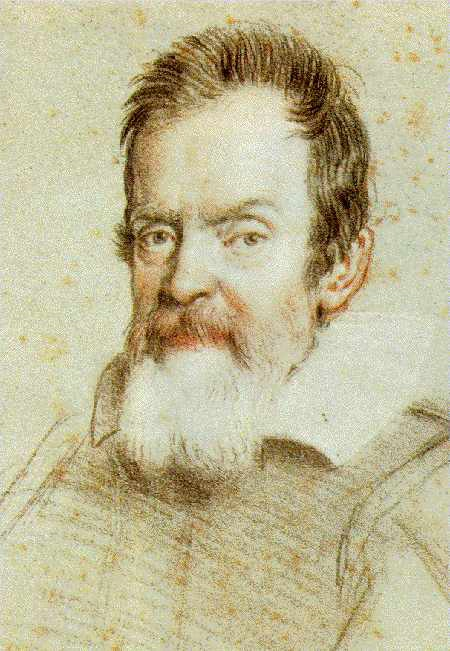
Galilée, initiateur de la relativité galiléenne.

La relativité galiléenne est un principe physique exprimé par Galilée au XVIIe siècle, sans être alors nommé ni principe, ni relativité. Il sera présenté par Galilée comme une propriété que confirme l'expérience.
Selon ce principe, les lois de la physique restent inchangées dans des référentiels dénommés depuis « galiléens ». Il illustre cela en se supposant enfermé dans la cabine d'un bateau pour observer des gouttes d'eau tomber une à une d'une bouteille. Peu importe que le bateau soit immobile ou se déplace à n'importe quelle vitesse pour autant qu'elle soit constante (donc depuis deux référentiels différents), les mouvements qu'on observerait pour ces gouttes seraient totalement similaires.
Ce principe n'est pas intuitif. On pourrait ainsi s'attendre à ce que dans un bateau se déplaçant très vite, les gouttes ne tombent pas verticalement mais suivent un mouvement vers l'arrière. Car c'est ce qui se passe si l'expérience est réalisée sur le pont du bateau : dans ce cas l'air ambiant, qui peut être calme ou animé d'un mouvement quelconque, perturbe l'élan de la goutte (son mouvement inertiel) et la goutte est déphasée par rapport au bateau. Mais dans la cabine, quelle que soit la vitesse à laquelle le bateau se déplace, pour autant qu'elle soit constante, c'est bien une chute verticale qui est observée, comme si le bateau était à l'arrêt.
Avec le principe d'inertie, il est intégré de manière systématique à la physique newtonienne. Il suscite des questionnements scientifiques avec l'avènement de l'électromagnétisme et les équations de Maxwell, notamment car celles-ci ne semblent pas obéir à ce principe, et prend une importance nouvelle au début du XXe siècle quand Albert Einstein fonde les principes de la relativité restreinte (voir histoire de la relativité restreinte).

## Historique
Faisant suite aux idées de Giordano Bruno, Galilée formalisa le principe de relativité :

« Enfermez-vous avec un ami dans la cabine principale à l'intérieur d'un grand bateau et prenez avec vous des mouches, des papillons, et d'autres petits animaux volants. Prenez une grande cuve d'eau avec un poisson dedans, suspendez une bouteille qui se vide goutte à goutte dans un grand récipient en dessous d'elle. Avec le bateau à l'arrêt, observez soigneusement comment les petits animaux volent à des vitesses égales vers tous les côtés de la cabine. Le poisson nage indifféremment dans toutes les directions, les gouttes tombent dans le récipient en dessous, et si vous lancez quelque chose à votre ami, vous n'avez pas besoin de le lancer plus fort dans une direction que dans une autre, les distances étant égales, et si vous sautez à pieds joints, vous franchissez des distances égales dans toutes les directions. Lorsque vous aurez observé toutes ces choses soigneusement (bien qu'il n'y ait aucun doute que lorsque le bateau est à l'arrêt, les choses doivent se passer ainsi), faites avancer le bateau à l'allure qui vous plaira, pour autant que la vitesse soit uniforme [c'est-à-dire constante] et ne fluctue pas de part et d'autre. Vous ne verrez pas le moindre changement dans aucun des effets mentionnés et même aucun d'eux ne vous permettra de dire si le bateau est en mouvement ou à l'arrêt ... »

— Galilée, Dialogue sur les deux grands systèmes du monde, 1632
Galilée observe que, dans un navire, aucune expérience de mécanique ne permet de distinguer lorsque le navire est immobile au port de lorsqu'il est en mouvement uniforme : une expérience mécanique (chute d'un corps, mouvement d'un pendule, etc.) donnera des résultats identiques dans les deux cas. 
Cela implique qu'aucune expérience de mécanique à l'intérieur du navire ne peut permettre de déterminer la vitesse du navire : il faut faire référence à un objet extérieur. Le concept même de vitesse n'a de sens que relativement à un repère, un point choisi arbitrairement comme fixe.
Autrement dit, et c'est la relativité galiléenne, les lois physiques de la mécanique sont identiques pour tous les référentiels galiléens. Galilée ne démontre rien, il énonce une propriété confirmée par l'expérience. Henri Poincaré sera le premier à dire que c'est un principe.
Jusqu'alors, on ne distinguait pas bien les notions d'accélération, de puissance et de travail, d'énergie et de vitesse. Sur le plan mathématique, le calcul différentiel n'existait pas. La théorie en était restée aux approximations intuitives d'Aristote, en partie modifiées au Moyen Âge, et selon lesquelles le mouvement était dû à une force, l'impetus, et devait être constamment soutenu pour durer.
Ce principe de relativité sera généralisé près de trois siècles plus tard à d'autres types de phénomènes, non mécaniques, et conduira à l'idée que les lois de la physique en général (toutes les lois physiques, et pas seulement celles de la mécanique) sont les mêmes dans les référentiels inertiels.